# Sofònies
|  | Per a altres significats, vegeu «Sofonies (profeta)». |

Sofònies (en llatí Sophonias, en grec Σοφονίας) fou un monjo grec romà d'Orient que va escriure comentaris sobre Aristòtil. Va viure probablement al final del segle xiv, segons suposa Fabricius, perquè diu que era el mateix Sofònies a qui Simó de Tebes va dirigir unes epístoles, tot i que les dates precises no es coneixen.
Es conserven les següents obres:
- 1. In Aristotelis Categorias de Homonymis, Synonymis, Paronymis, Heteronymis, Polyonymis, &c.
- 2. Παράφρασις εἰς τὸ περὶ ψυχἧς τοῦ σοφωτάτου κυρίου Σοφονίου, Paraphrasis sapientissimi Sophoniae in Aristotelis Libros tres de Anima.
- 3. Τοῦ σοφωτάτου μοναχοῦ κυρίου Σοφονίου μελέτη, Παῦλος ἐν Ἀθήναις δημηγορῶν, Sophoniae sapientisssimi Monachi Declamnatio: Paulus in Athenis Concionem habens ad Populum.[1]